# Viaszvirág
A viaszvirág (Hoya), más néven porcelánvirág vagy viaszszőlő (szokták még „Mária könnye” néven is emlegetni) a selyemkórófélék (Asclepiadaceae) családjába tartozó növénynemzetség. Őshazája Délkelet-Ázsia (India, tőle keletre Dél-Kínáig és az ettől délre eső területek), Ausztrália és Polinézia. A botanikus Robert Brown szintén botanikus barátjáról, Thomas Hoyról nevezte el.

## Származása, elterjedése
A nemzetségbe mintegy 200–300 trópusi örökzöld kúszónövény faj tartozik.

## Megjelenése, felépítése
Magyar nevét arról kapta, hogy a sűrű ernyővirágzat csillag formájú virágai úgy hatnak, mintha viaszból vagy porcelánból lennének. A virágok fehérek vagy rózsaszínek, de a számtalan kertészeti hibrid faj ezektől eltérő színű is lehet. A csillag alakú virágok közepén vörös folt ül. A virágok fényes bevonata a mézre emlékeztet.

## Életmódja, élőhelye
Virágai tavasztól őszig nyílnak. A bő virágzáshoz sok napsütésre van szükség, de óvjuk a tűző napfénytől! Csak déli, napos, meleg, állandó helyen fejleszti ki virágait. Árnyékos helyen a virágzás elmarad. Igazán szépen és gazdagon az idősebb, nem mozgatott példányok virágoznak.
Nagy a páraigénye: túl száraz levegőn a virágrügyek elsárgulnak és lehullanak.

## Termesztése, ápolása
Virágaira türelmesen kell várnunk, ugyanis csak az idősebb tövek nevelnek virágzatot, amikor már nem is remélnénk. Miután a bimbók megjelentek, már ne mozdítsuk el a helyéről! A viráglevelek hervadása és lehullása után visszamaradó kis kocsányt nem szabad levágni, mert a következő évben ebből nőnek az új virágok. Virágzás közben néha finoman permetezzük vízzel! Nyáron a fényviszonyoknak megfelelően több vizet igényel. Ha elvirágzott, fokozatosan csökkentsük az öntözővíz mennyiségét! Téli, nyugalmi időszakában vízigénye nagyon csekély.
A fiatal viaszvirágokat időnként ültessük át, az idősebb növényt nem kell. A műveletet mindig tél végén, a növekedési időszak kezdete előtt végezzük, lehetőleg nagyobb cserépbe. A legtöbb növény jól tűri az átültetést, az áthelyezést, a visszavágást – a viaszvirág viszont egyiket sem szereti. Az idősebb növényt valóban csak végszükség esetén ültessük át!
Bőven elegendő, ha kétévenként kicseréljük a cserépben a felső földréteget, de ha a gyökér kitölti az edényt, mégis nagyobb cserépre van szükség. Az agyagcserepet törjük le a növényről, és óvatosan távolítsuk el, a műanyag cserepet vágjuk le a földről! Lehetőleg komposzttartalmú földbe ültessük. A nagyobb növények átültetéséhez kérjünk segítséget, mert az idősebb példányok elég nehezek!
Vegetatív szaporítása (hajtásdugványról) igen egyszerű. Tavasszal vagy nyáron törjünk le pár fiatal hajtást, egyenként legalább két levéllel! A szárat az utolsó levélpár alatt egy-két centiméterrel vágjuk le, úgy ültessük földbe! Bőségesen öntözzük! Húzzunk rá átlátszó, helyenként kilyuggatott fóliazacskót!

## Válogatott fajok
| - Hoya acicularis - Hoya acuminata - Hoya acuta - Hoya aeschynanthoides - Hoya affinis - Hoya africana - Hoya alagensis - Hoya alata - Hoya alba - Hoya albens - Hoya albiflora - Hoya aldrichii - Hoya alexicaca - Hoya amboinensis - Hoya ambon - Hoya amoena - Hoya andalensis - Hoya angustifolia - Hoya angustisepala - Hoya anulata - Hoya apiculata - Hoya apoda - Hoya archboldiana - Hoya ariadna - Hoya arnottiana - Hoya attenuata - Hoya augustifolia - Hoya australis' - Hoya australis ssp. australis - Hoya australis ssp. keysii - Hoya australis ssp. naumanii - Hoya australis ssp. oramicola - Hoya australis ssp. rupicola - Hoya australis ssp. sana - Hoya australis ssp. tenuipes - Hoya bandensis - Hoya bella - Hoya benguetensis - Hoya betchei - Hoya bhutanica - Hoya bicknellii - Hoya bilobata - Hoya blashernazii - Hoya bordenii - Hoya brevialata - Hoya buotii - Hoya burtoniae - Hoya cagayanensis - Hoya callistophylla - Hoya calycina - Hoya calycina ssp. calycina - Hoya campanulata - Hoya camphorifolia - Hoya cardiophylla - Hoya carnosa' - Hoya caudata - Hoya cembra | - Hoya chlorantha - Hoya chuniana - Hoya chunii - Hoya ciliata (black hoya, dark hoya) - Hoya cinnamomifolia - Hoya citrina - Hoya clandestina - Hoya clemensii - Hoya clemensiorum - Hoya collina - Hoya cominsii - Hoya compacta - Hoya conchoi - Hoya coriacea - Hoya coronaria - Hoya crassicaulis - Hoya crassipes - Hoya cumingiana - Hoya curtisii - Hoya cystiantha - Hoya dasyantha - Hoya darwinii - Hoya davidcummingii - Hoya dennisii - Hoya densifolia - Hoya deykei - Hoya dickasoniana - Hoya dimorpha - Hoya diptera - Hoya dischorensis - Hoya diversifolia - Hoya dolicosparte - Hoya edenii - Hoya eitapensis - Hoya elliptica - Hoya endauensis - Hoya engleriana - Hoya erythrina - Hoya erythrostemma - Hoya eitapensis - Hoya excavata - Hoya filiformis - Hoya finlaysonii - Hoya flagelleta - Hoya flavescens - Hoya flavida - Hoya fraterna - Hoya fungi - Hoya fusca - Hoya fuscomarginata - Hoya gigantangensis - Hoya gigas - Hoya gildingii - Hoya glabra - Hoya globulosa - Hoya golamcoiana - Hoya gonoloboides | - Hoya gracilis - Hoya graveolens - Hoya greenii - Hoya grifithii - Hoya guppyi - Hoya halophila - Hoya hasselti - Hoya heuschkeliana - Hoya heuschkeliana ssp. caganoae - Hoya hellwigiana - Hoya hypolasia - Hoya imbricata (Hoya pseudomaxima) - Hoya imperialis - Hoya imperialis ssp. rauchii - Hoya inconspicua - Hoya incrassata - Hoya incurvula - Hoya ischnopus - Hoya javanica - Hoya juanngoiana - Hoya kanyakumariana - Hoya kastbergii - Hoya kenejiana - Hoya kentiana - Hoya kerrii - Valentine Hoya - Hoya kloppenburgii - Hoya kuhlii - Hoya lacunosa - Hoya lacunosa ssp. lacunosa - Hoya lacunosa ssp. pallidiflora - Hoya lambii - Hoya lamingtoniae - Hoya lasiantha - Hoya latifolia - Hoya lauterbachii - Hoya leytensis - Hoya limoniaca - Hoya linavergariae - Hoya linearis - Hoya litoralis - Hoya lobbii - Hoya loheri - Hoya longifolia - Hoya lucyae - Hoya macgillivrayi - Hoya macgregorii - Hoya macrophylla - Hoya madulidii - Hoya magnifica - Hoya megalaster - Hoya meliflua - Hoya meliflua ssp. fraterna - Hoya meliflua ssp. meliflua - Hoya membranifolia - Hoya memoria - Hoya meredithii - Hoya merrillii | - Hoya micrantha - Hoya microphylla - Hoya microstemma - Hoya minahassae - Hoya mindorensis - Hoya mindorensis ssp. superba - Hoya mindorensis ssp. erythrostemma - Hoya minibelle - Hoya mitrata - Hoya monetteae - Hoya montana - Hoya motoskei - Hoya multiflora - Hoya myrmecopa - Hoya naumanii - Hoya nabawanensis - Hoya neo-caledonica - Hoya neo-ebudica - Hoya nicholsoniae - Hoya nummularioides - Hoya nyhuusiae - Hoya oblongata - Hoya obovata - Hoya obscura - Hoya obtusifolia - Hoya obtusifolioides - Hoya odetteae - Hoya odorata - Hoya onychoides - Hoya oreogena - Hoya ovalifolia - Hoya pachyclada - Hoya padangensis - Hoya palawanica - Hoya pallilimba - Hoya pandurata - Hoya parasitica - Hoya parviflora - Hoya patella - Hoya pauciflora - Hoya paxtoni - Hoya paziae - Hoya pentaphlebia - Hoya picta - Hoya pimenteliana - Hoya plicata - Hoya polystachya - Hoya polyneura - Hoya pottsii - Hoya praetorii - Hoya pseudo-littoralis - Hoya pubera - Hoya pubicalyx - Hoya pulchella - Hoya purpurea - Hoya purpureo-fusca - Hoya pusilla | - Hoya querinoensis - Hoya ramosi - Hoya retusa - Hoya revoluta - Hoya ridleyi - Hoya rigida - Hoya rotundifolia - Hoya ruscifolia - Hoya salweenica - Hoya samoensis - Hoya schneei - Hoya scortechinii - Hoya serpens - Hoya shephardell - Hoya shepherdii - Hoya shortechinii - Hoya siamica - Hoya siariae - Hoya sigillatis - Hoya sipitangensis - Hoya solaniflora - Hoya spartioides - Hoya stoneiana - Hoya subcalva - Hoya subglabra - Hoya subquintuplinervis - Hoya sussuela - Hoya telosmoides - Hoya teretifolia - Hoya thailandica - Hoya thomsonii - Hoya tomataensis - Hoya tsangii - Hoya uncinata - Hoya vaccinioides - Hoya vanuatuensis - Hoya verticillata - Hoya viracensis - Hoya vitchii - Hoya vitellina - Hoya vitellinoides - Hoya vitiensis - Hoya wallichii - Hoya walliniana - Hoya wayetii - Hoya waymaniae - Hoya weebella - Hoya whistleri - Hoya wibergiae - Hoya wightii |

## Fordítás
Ez a szócikk részben vagy egészben  a   Hoya című angol Wikipédia-szócikk fordításán alapul.  Az eredeti cikk szerkesztőit annak laptörténete sorolja fel. Ez a jelzés csupán a megfogalmazás eredetét és a szerzői jogokat jelzi, nem szolgál a cikkben szereplő információk forrásmegjelöléseként.